# Advance Product Quality Planning
O APQP - sigla para o termo em inglês Advanced Product Quality Planning ou Planejamento Avançado da Qualidade do Produto - é uma série de procedimentos e técnicas usadas para gerenciar a qualidade produtiva.
Estes procedimentos foram desenvolvidos e padronizados pela AIAG (Automotive Industry Action Group), – formado pela empresas do ramo automotivo General Motors, Ford, Chrysler e seus fornecedores.  Hoje, o APQP é utilizado em empresas de diversos portes, especialmente no ramo automotivo, a fim de assegurar a qualidade dos produtos e processos desenvolvidos em sua planta, e é regido pelo manual do APQP, traduzido no Brasil pelo IQA – Instituto de Qualidade Automotiva.

## História
Planejamento avançado da qualidade do produto é um processo desenvolvido no final de 1980 por uma comissão de especialistas reunidos dos fabricantes 'Big Three' de automóveis dos EUA: Ford, GM e Chrysler. Essa comissão investiu cinco anos para analisar o então atual desenvolvimento do setor automotivo e status de produção em os EUA, Europa e especialmente no Japão. Na época, o sucesso das empresas automotivas japonesas estava começando a ser notável no mercado dos EUA.
APQP é utilizado hoje por estas três empresas e algumas afiliadas. Fornecedores Tier 1 são normalmente necessários para seguir os procedimentos de APQP e técnicas e também são normalmente necessários para ser auditado e registrado em ISO / TS 16949. Esta metodologia já está sendo usado em outros setores industriais também.
O processo está definido na APQP manual do AIAG, que faz parte de uma série de documentos interrelacionados que os controlam AIAG e publica. A base para a composição de um plano de controle do processo está incluído no manual do APQP  Estes manuais incluem:
- modo de falha e análise de efeitos (FMEA) Manual
- Controle estatístico de processos (CEP) Manual
- análise de sistemas de medição (MSA) o manual
- produção processo de aprovação de parte (PPAP) Manual

O Automotive Industry Action Group (AIAG) é uma associação sem fins lucrativos de empresas automotivas, fundada em 1982.

## Conteúdo principal do APQP
APQP serve como um guia no processo de desenvolvimento e também uma forma padrão para compartilhar resultados entre fornecedores e empresas automotivas. APQP especificar três fases: 1. Desenvolvimento, 2.Industrialização e 3.lançamento de produtos. Através destas fases 23 temas principais serão monitorados. Estes 23 temas serão todos concluídos antes da produção ser iniciada. Eles abrangem aspectos como: robustez design, testes de design e conformidade com a especificação, projeto do processo de produção, normas de inspeção de qualidade, capacidade de processo, capacidade de produção, embalagem de produtos, testes de produtos e operadoras de planos de formação entre outros itens.
APQP se concentra em:
- Planejamento da qualidade Up-front
- Determinar se os clientes estão satisfeitos, avaliando a produção e apoiar a melhoria contínua

APQP é composto por cinco fases:
- Planejar e Definir Programa
- Design de Produto e Desenvolvimento de Verificação
- Design de processo e Desenvolvimento de Verificação
- Produto e Processo de Validação e Produção feedback
- Lançamento, Avaliação e Ação Corretiva

Há cinco principais atividades:
- Planejamento
- Design de Produto e Desenvolvimento
- Design de processo e Desenvolvimento
- Produto e Processo de Validação
- Produção

O processo de APQP tem sete elementos principais:
- Compreender as necessidades do cliente
- A resposta pró-ativa e ação corretiva
- Projetando dentro das capacidades de processo
- Analisar e mitigar os modos de falha
- Verificação e validação
- O projeto comentários
- Controle de características especiais / crítico.